# Längenberg (Kocheler Berge)
Der Längenberg ist ein 1244 m ü. NHN hoher Berg auf dem Gebiet der Gemeinde Wackersberg, südwestlich von Bad Tölz in Bayern.
Er kann als Bergwanderung von Arzbach aus erreicht werden. Am höchsten Punkt befindet sich die Längenbergalm mit ihrem Almgebäude, etwas nördlich die Neulandhütte.